# Rájec-Jestřebí (nádraží)
Rájec-Jestřebí je železniční stanice uprostřed stejnojmenného města v okrese Blansko. Leží v km 185,380 na dvoukolejné elektrizované železniční trati Brno – Česká Třebová mezi stanicemi Blansko a Skalice nad Svitavou.

## Historie
V roce 1848 byla Společností státní dráhy (StEG) zřízena zastávka, ale až v roce 1849 po zahájení provozu byl upraven strážní domek na staniční budovu V. třídy (jiný zdroj uvádí přístavbu k strážnímu domku a v roce 1854 proměnu na stanici V. třídy). Ve stanici byla jedna předjízdná kolej a jedna skladištní kolej a dřevěné skladiště. V roce 1863 byla postavena nová výpravní budova. Původní název stanice Raitz byl změněn v roce 1918 na Rájec a v roce 1921 na Rájec na Moravě. V letech 1925–1926 nesla stanice název Rájec nad Svitavou a od roku 1926 nese název Rájec-Jestřebí.
Zastávkou prochází I. železniční koridor. V letech 1992–1998 byla trať modernizována a elektrizována.

## Popis stanice
Stanice má čtyři dopravní koleje a tři manipulační koleje. Ve stanici jsou tři nízká nástupiště. U koleje č. 3 je nástupiště č. 1 dlouhé 253 m, u koleje č. 1 je nástupiště č. 2 dlouhé 300 m a u koleje č. 2 je nástupiště č. 3 dlouhé 201 m. Na prvním nástupišti je postaven přístřešek. Mezi výpravnou a železničním přejezdem je autobusové nádraží.

## Výpravní budova
Nová výpravní budova byla postavena v roce 1863. Na její střední tříosou část po obou stranách navazovala postranní přízemní boční křídla. Výpravna byla kryta sedlovou střechou a ve štítech byla kruhová okna. Fasáda byla z režného zdiva, okna měla segmentové záklenky. Obdobná výpravna, jejímž autorem byl šéfkonstruktér StEG Wilhelm Flattich, byla postavena v roce 1857 ve Vraňanech. Podle shodných znaků se mu přisuzuje autorství i u výpravny v Rájci-Jestřebí. V roce 1912 byla k budově přistavěna dřevěná veranda a fasáda byla omítnuta.
V souvislosti s modernizací 1. tranzitního koridoru byla v letech 1997–1998 postavena nová výpravní budova podle projektu ing. arch. Roberta Roseckého z brněnského ateliéru Propon a stará výpravna snesena. Na obdélném půdorysu (31,1 × 12,5 m) byla postavena dvoupodlažní budova s vysokou polovalbovou střechou v jejíž štítech bylo napodobení hrázděné stavby. Střecha byla kryta betonovými taškami. Ke kolejovému průčelí je přistavěna dřevěná odkrytá veranda a na severní štítové straně je přistavěna dřevěná čekárna. V interiéru je v severní části kancelář přednosty a dopravní kancelář, čekárna, osobní pokladna, sklad spěšnin a staniční sklad. V patře byla umístěna denní místnost zaměstnanců, nákladní pokladna a vozová služba. V druhé jižní části v přízemí bylo umístěno technologické zařízení, sklady a sociální zařízení zaměstnanců. V podkroví byla umístěna plynová kotelna.
V roce 2019 bylo v blízkosti výpravní budovy vybudováno parkoviště s kapacitou pro 80 osobních aut.